# みくすびと
みくすびと（Mixbeat, 生年不明 - ）は、日本のトラックメイカー。埼玉県出身。
トラックメイカー、DJとして別名義での活動も行っているが、
ここではすべてを統合し、みくすびととして説明する。
なお、プロフィールに関しては本人のブログに準ずるものとする。

## 人物
- 日本での出生後、両親の都合上、幼少期をアメリカ、ニューヨークにて過ごす。しかし、ニューヨークでは日本語学校に通っていたため、簡単な日常会話程度しか英語を話すことはできない。オールドスクールとニュースクールが交じり合う時代に少年期、青年期を過ごしたことが、現在のトラックメイカーとなる原点であったと話している。

- 1994年に帰国し、2000年より2ちゃんねる、Underground TheaterzなどWebを中心として活動を始める。

- 主にはトラックメイカーとして、埼玉県のインディーズラッパーやネットラッパーに自由に使えるトラックを提供するほか、ミキシングやマスタリングなども行う。トラック提供依頼だけではなく、ミキシングのみの依頼も多い。

- 2007年にはらっぷびとと共に『ひぐらしのなく頃に』をモチーフにした「When They Cry」、アニメ『さよなら絶望先生』のOP曲であった大槻ケンヂと絶望少女達による「人として軸がぶれている」をアレンジした「人として軸がぶれているらっぷ」をニコニコ動画で発表。

- 2008年には「ウッーウッーウマウマ(ﾟ∀ﾟ)」、らっぷびとのアルバム『RAP BEAT』にて楽曲の提供、サポートをする。

- どうがびと、ぴーぶいびと、いられびと、じまくびとなどと共にサポートメンバーとして、らっぷびと公式HPに紹介されている。[1]

## エピソード
- 幼少期、家庭が貧しかった為、母親とよく川原でノビルを採っていた。[2]
- 自他共に認めるアニメファンであるが、本人曰く、原作や内容よりも監督や制作等の裏方のファンである。尊敬する人物として偽まる、UPLIFTを挙げている。その影響から、自身もコミュニティラジオ、ネットラジオにて放送を行っていた。
- 声優ファンでもあり、声優のラジオ番組に投稿したりイベントにも参加するなどもしている。なお、ラジオの声のサンプリングなどを楽曲に多々使用する。
- 1997年には音楽活動するためワーキングホリデーとして再度渡米している。働いていたライブバーにてDJをしていた際、友人と共に酔った客とトラブルになったことがある。たまたま居合わせた日系のDJ Genitalsの目に留まり、ニューヨークの「Love」でDJとして数回プレイしている。ヒップホップ、R&Bに日本の歌謡曲をミックスするという当時のシーンでは斬新だったプレイが認められ、ミックステープにも収録されることになった。『DJ Genitalsを命の恩人として尊敬すると共に、あのときが一番死に近づいた』というのは本人の弁。
- 私生活ではメンヘルから好かれる傾向があり、「メンヘルマグネティクス」の異名を持つ。
- 帰国してからは、常に多くのアーティストの依頼に無償で応じていたが、近年では体調不良をりゆうに一時停止している。
- 猫派である。
- 2008年12月頃、非細菌性慢性前立腺炎を発病。[2]
- 座右の銘は『ぐっすり寝たまま死にたい』
- 特技は声優・釘宮理恵のモノマネ
- C76でのコミケ当日、新木場駅にて前日までの過労等で倒れ、救急搬送される。

## ディスコグラフィ
- Journey's GOLD remix season.9　/　VA (1997年)。[3]

- Journey's GOLD remix season.10　/　VA (1998年)
クラブハウスでのオリジナルノンストップミックステープのアーティストとして参加
season.10に関しては一部がEPとして発行された。
- ウッーウッーウマウマ(ﾟ∀ﾟ)（2008年5月21日）
トラック7：ウッーウッーウマウマ(ﾟ∀ﾟ) (みくすびと Remix feat. らっぷびと)
- CDで聞いてみて。 〜ニコニコ動画せれくちょん〜（2008年7月9日）
トラック8：When They Cry
- RAP BEAT（2008年8月6日）
トラック6：鼬ごっこ
- スーパーラップロードEP（2008年8月16日）
トラック9：我儘こそが本懐 feat. らっぷ犬, 杉本選手
- IKZO CHANNEL 441.93（2008年11月19日）
トラック3：富嶽四十四景～俺はこんな世界いやだ～
- RAP MUSIC（2009年3月11日）
トラック14：OUTRO -オトマビキ-